# Triphoturus
El género Triphoturus son peces marinos de la familia mictófidos, distribuidos por el océano Pacífico y el océano Índico, así como el sureste del océano Atlántico.
La longitud máxima descrita oscila entre 4 y 7 cm.
Son especies batipelágicas de aguas profundas, de comportamiento oceanódromo, realizan migraciones verticales diarias subiendo durante la noche.

## Especies
Existen tres especies válidas en este género:
- Triphoturus mexicanus (Gilbert, 1890) - Linternilla mexicana.
- Triphoturus nigrescens (Brauer, 1904) - Linternilla vagabunda.
- Triphoturus oculeum (Garman, 1899)